# 高目
高目是指圍棋棋盤上第五線與第四線的交叉點，棋盤上共有8個高目的位置，高目是開局時佔角的常見點中（「五五」雖偶爾會出現，但並不常見），位置最高的點。高目佈局是指高目與目外、小目、三三等互相配合，或者連占兩個高目的佈局。其在各種佈局中最重視外勢的獲取。